# تحسين النسل في فرنسا

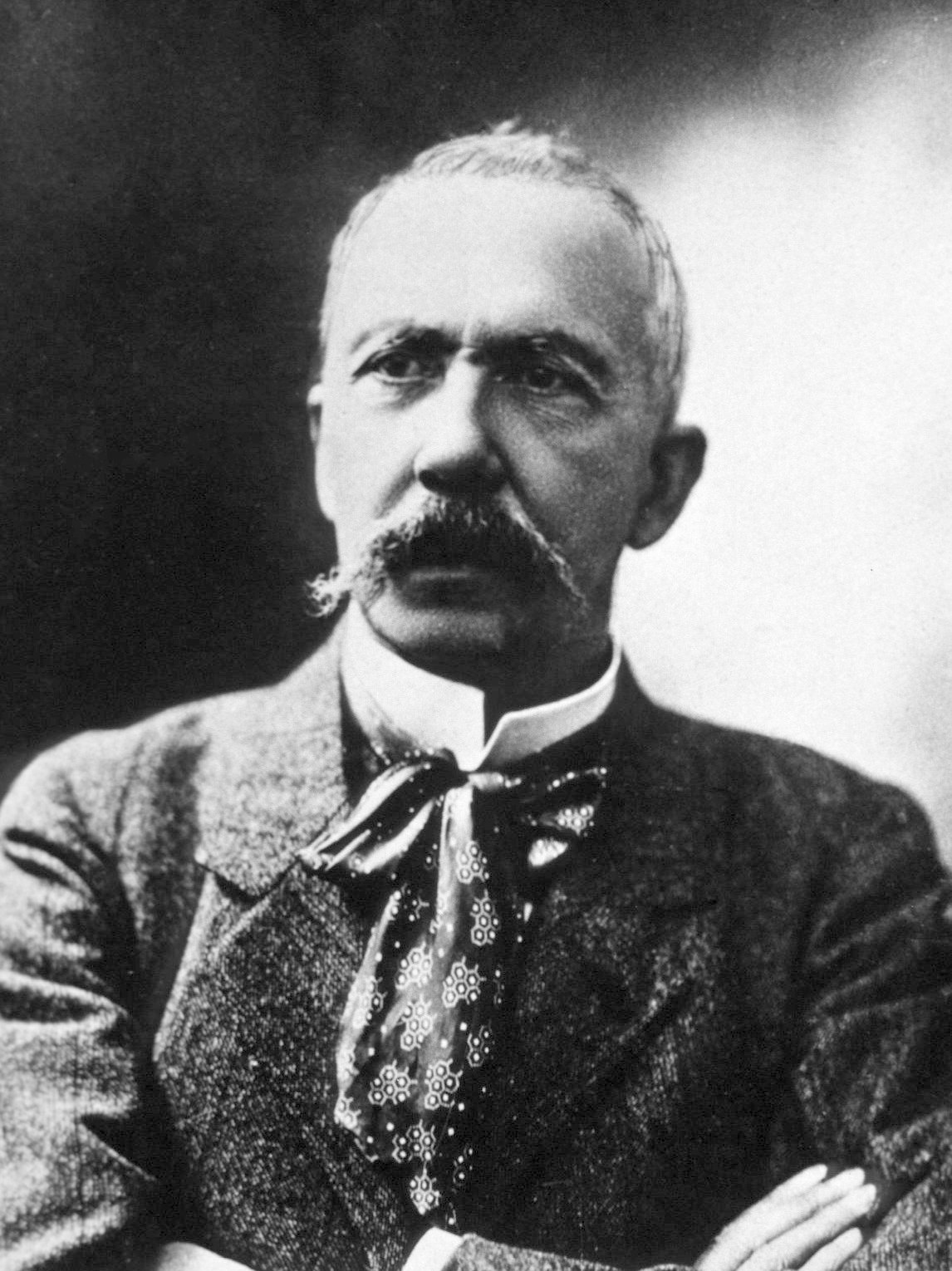
شارل ريشيه، الحائز على جائزة نوبل في الطب عام 1913، ورئيس الجمعية الفرنسية لعلم تحسين النسل من عام 1920 إلى عام 1926.

على الرغم من فشله السياسي في ظل الجمهورية الثالثة، شهد علم تحسين النسل في فرنسا تطورًا نظريًا مبكرًا وشاملًا. وقد دعت أيديولوجية تحسين النسل الطبي هذه إلى تكوين نخبة بشرية بتوجيه من الدولة الفرنسية منذ أواخر القرن الثامن عشر. وأدى الوعي اللاحق بنظريات عالم الأنثروبولوجيا والإحصاء البريطاني فرانسيس غالتون، أول مُنظّر لعلم تحسين النسل، إلى إنشاء الجمعية الفرنسية لتحسين النسل عام 1913.
وعلى الرغم من الدعوات العديدة التي وجهها منظرو تحسين النسل الفرنسيون إلى اتخاذ تدابير تدخلية، والتي استمرت حتى النصف الأول من القرن العشرين، فإن هذه الأيديولوجية مارست تأثيراً ضئيلاً على المواطنين الفرنسيين، على النقيض من تأثيرها على المواطنين في البلدان الأنجلو ساكسونية والرايخ الثالث. كان اعتماد فرنسا لقانون واحد مستوحى من علم تحسين النسل مقتصراً على إنشاء شهادة ما قبل الزواج الإلزامية في ظل نظام فيشي. إن أسباب هذا الفشل عديدة، وهي مرتبطة بشكل خاص بتأثير الكاثوليكية، واللاماركية الجديدة، والهجرة السكانية الناتجة عن الحروب.
وكان من أبرز المؤيدين لعلم تحسين النسل الطبيب الحائز على جائزة نوبل شارل ريشيه، الذي شغل منصب رئيس الجمعية الفرنسية لعلم تحسين النسل ودعا إلى القضاء على الأطفال المعوقين، وأليكسيس كاريل، الذي أدار المؤسسة الفرنسية لدراسة المشاكل الإنسانية [الإنجليزية] خلال نظام فيشي. في أواخر القرن التاسع عشر، جسد بول روبن الفرع المالتوسي الجديد من علم تحسين النسل الفرنسي. طوّر طبيب الأطفال أدولف بينارد [الإنجليزية] مشروعًا طموحًا للتحكم في التكاثر، واقترح الطبيب العسكري شارل بينيه سانجلي [الإنجليزية] إنشاء «مزرعة لتربية الحيوانات». ورغم محاكمة الأطباء النازيين لاحقًا في نورمبرغ بتهمة ارتكاب جرائم ضد الإنسانية، استمرّ عالم الأحياء جان روستاند [الإنجليزية] في الدفاع عن أيديولوجية تحسين النسل، وإن لفترة وجيزة، خلال خمسينيات القرن العشرين. وقد تم تسهيل هذا الدفاع بسبب الافتقار إلى الوعي فيما يتصل بالفظائع التي ارتكبت باسم تحسين النسل على الأراضي الألمانية، مما أدى إلى ندرة الإدانات الرسمية لهذه الممارسات في فرنسا.

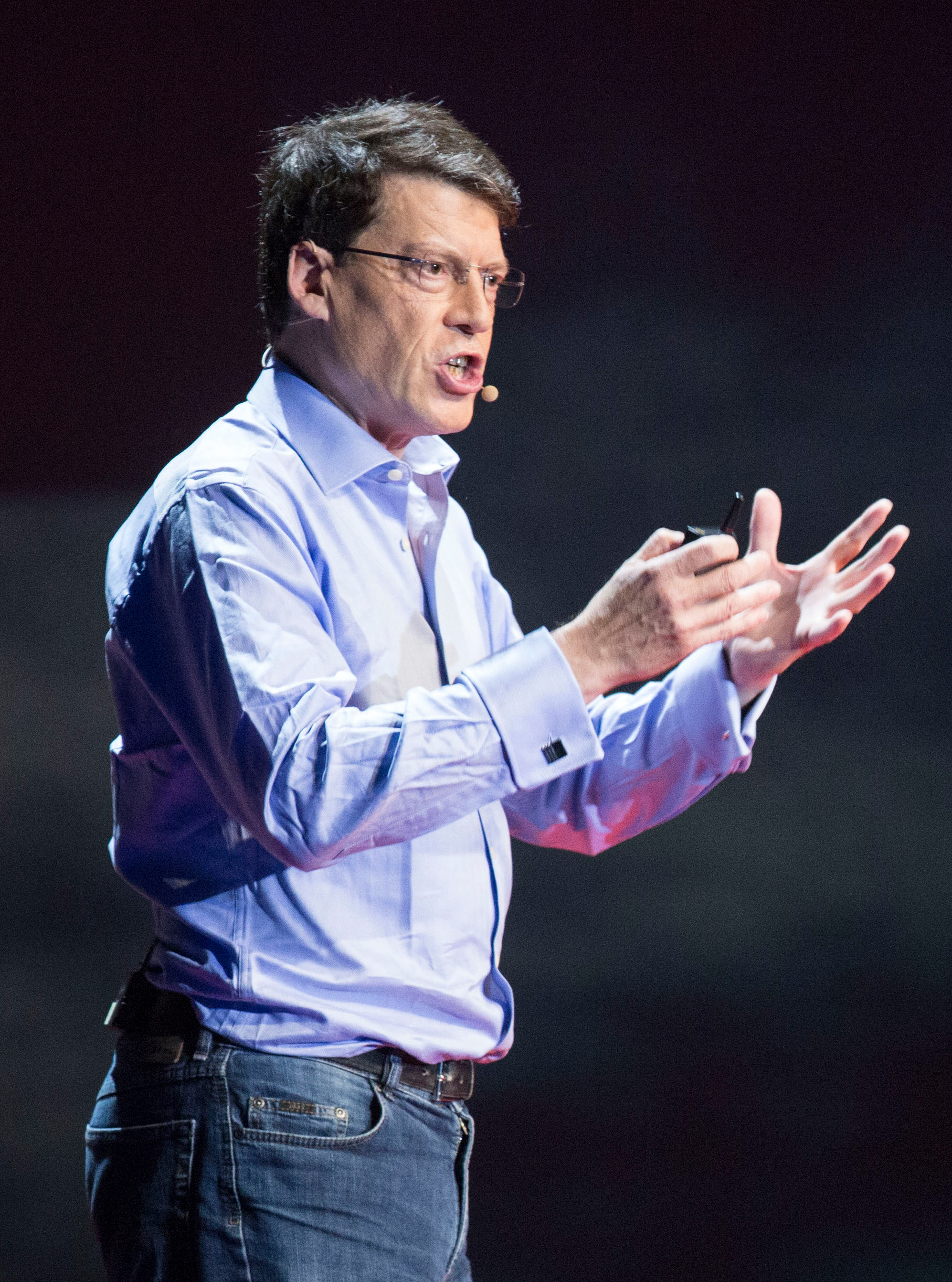
لوران ألكسندر يروج للتطور البشري واستخدام علم تحسين النسل الليبرالي.

أدى ظهور شكل جديد من أشكال تحسين النسل [الإنجليزية] في فرنسا، على غرار الشكل الذي لوحظ في بلدان غربية أخرى، إلى ظهور سلسلة من المعضلات الأخلاقية المتعلقة بالممارسات الطبية منذ تسعينيات القرن العشرين، وخاصة في أعقاب قضية بيروتشي [الفرنسية]. بعد سن أول تشريع للأخلاقيات الحيوية في عام 1994، أدانت فرنسا رسمياً جميع أشكال الاختيار الجمعي لتحسين النسل باعتبارها «جرائم ضد الجنس البشري». ومع ذلك، تسمح الدولة بممارسة الاختيار الفردي للمواليد. وقد تم تنشيط الخطاب المحيط بعلم تحسين النسل من خلال الاستفسارات المتعلقة بالممارسات الطبية مثل التشخيص قبل الولادة (PND)، والتشخيص قبل الزرع (PGD)، والإجهاض الانتقائي، المعترف به رسميًا باعتباره إنهاء طبي للحمل (MTP) في التشريع الفرنسي، والذي يُسمح به في أي مرحلة في حالات الاشتباه في وجود أمراض وراثية خطيرة أو إعاقات. وقد أدى هذا إلى نقاش حول الاعتبارات الأخلاقية للتشخيص الجيني قبل الزرع (PGD)، وهي عملية تتضمن فحص الأجنة بحثًا عن تشوهات وراثية محددة، والإجهاض الانتقائي، الذي يُعرَّف بأنه إنهاء الحمل لتجنب ولادة طفل يعاني من إعاقة مشتبه بها أو تم اكتشافها، مثل متلازمة داون أو التقزم. وقد أدى هذا إلى مداولات واسعة النطاق بين المهنيين الطبيين، وخبراء الأخلاق، والفلاسفة، وزعماء الجمعيات، والشخصيات السياسية، مما أدى إلى تحسين التشريعات الأخلاقية الحيوية في فرنسا.

## المصادر والتعريف

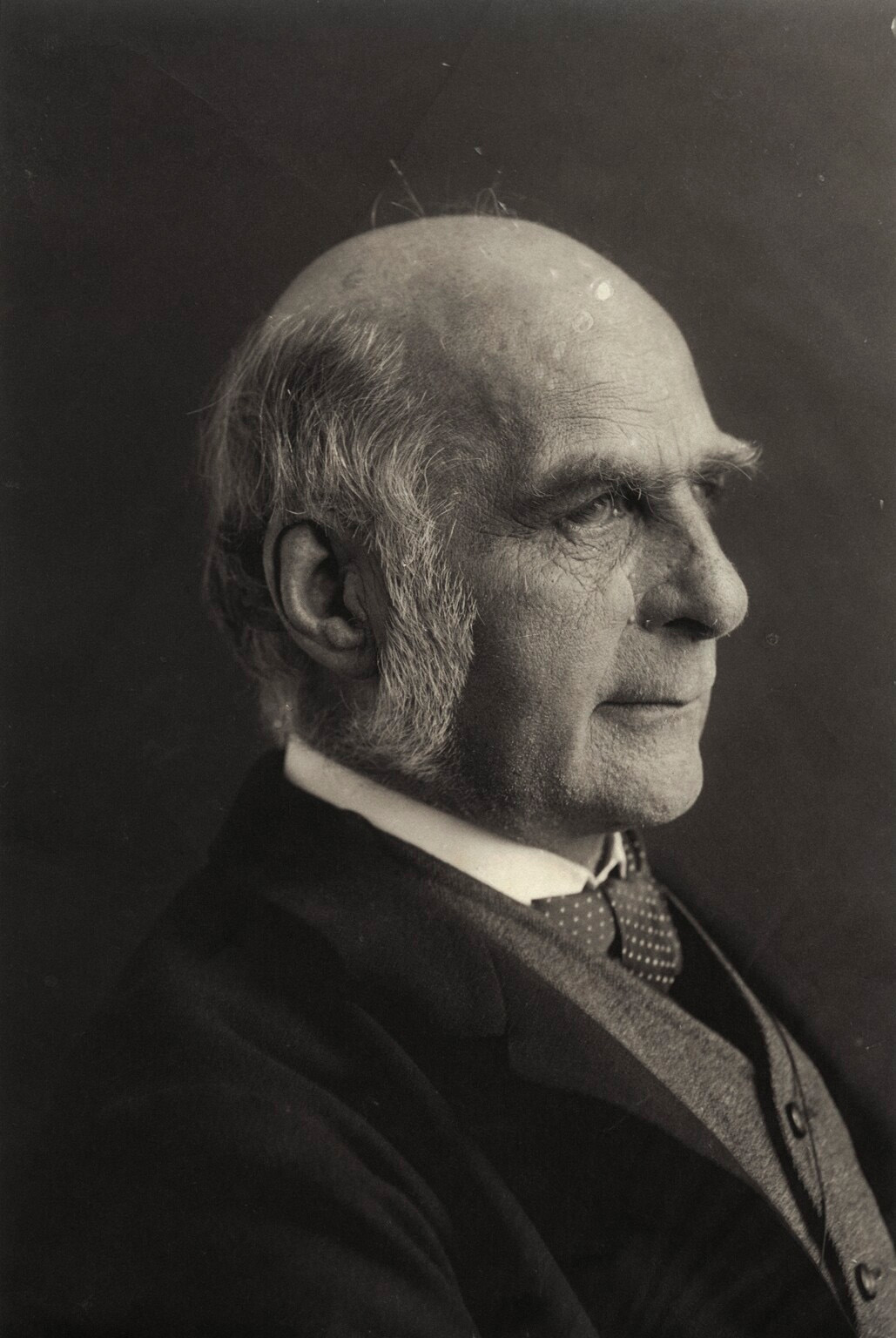
فرانسيس جالتون، أول من وضع نظرية تحسين النسل.

### التيارات الأيديولوجية الفرنسية لتحسين النسل

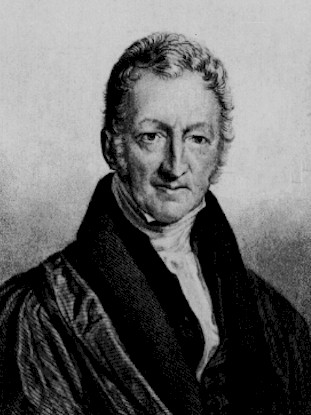
توماس مالتوس، الذي ألهمت أفكاره حول الفقراء فيما بعد تطوير علم تحسين النسل في فرنسا وبلدان أخرى.

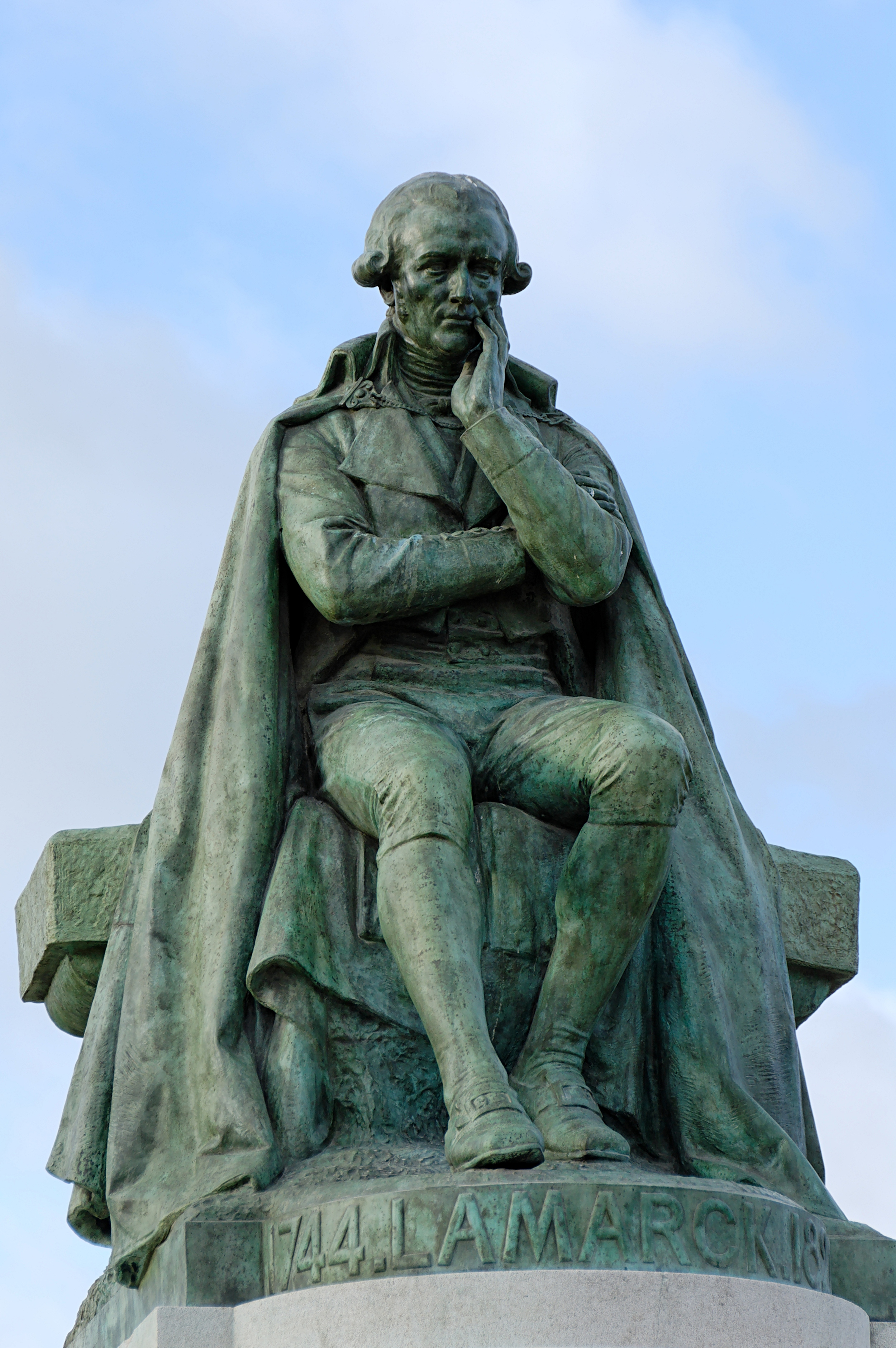
جان باتيست دي لامارك، الذي أدى تفسيره للنصوص والتصريحات إلى ظهور اللاماركية الجديدة، وهي أيديولوجية كان لها تأثير عميق على تاريخ تحسين النسل في فرنسا.

### أصول علم تحسين النسل الفرنسي قبل فرانسيس جالتون

بعض منشورات تحسين النسل قبل الغالتونية باللغة الفرنسية
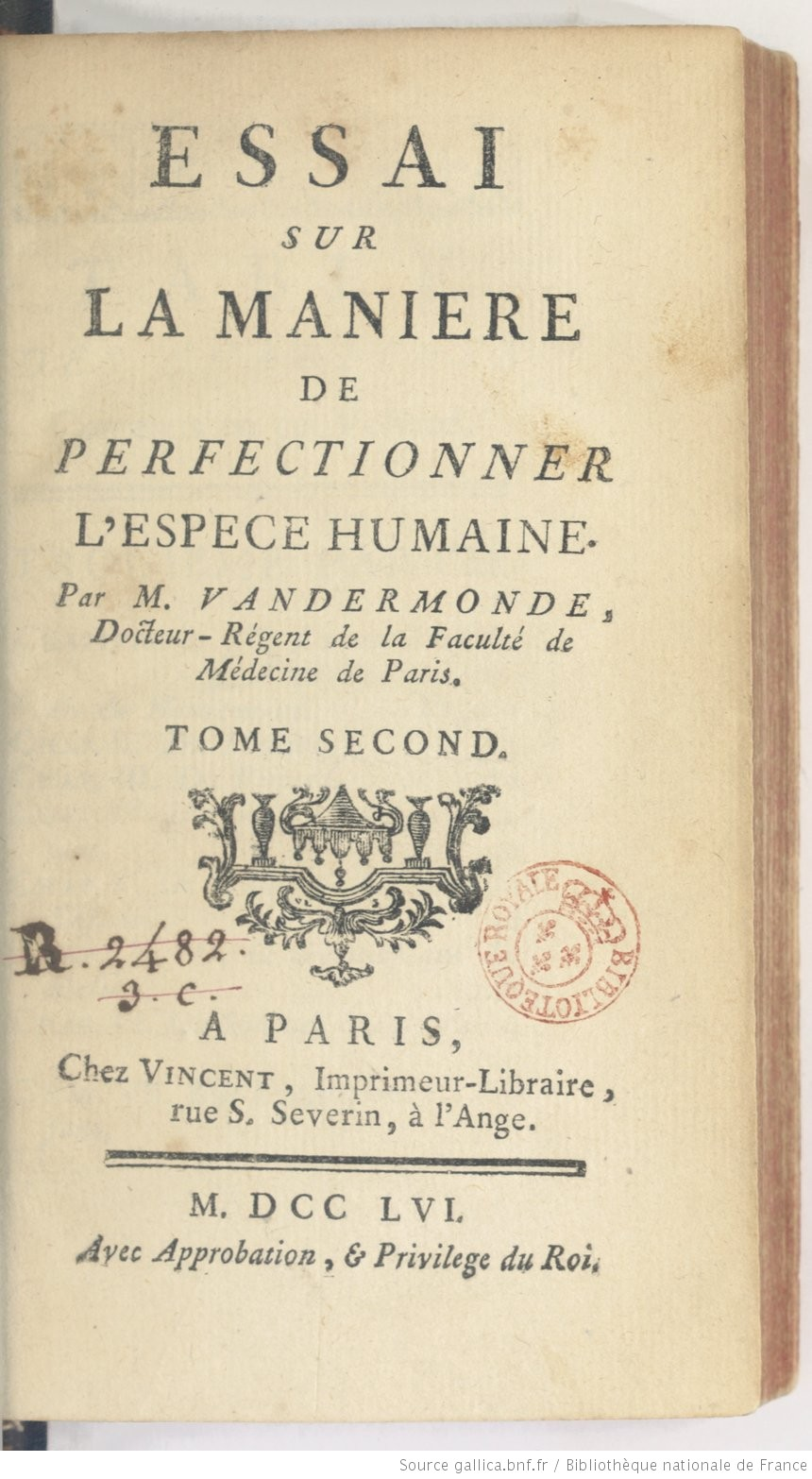
مقال عن أسلوب الكمال في الشخصية الإنسانية بقلم ، 1756.
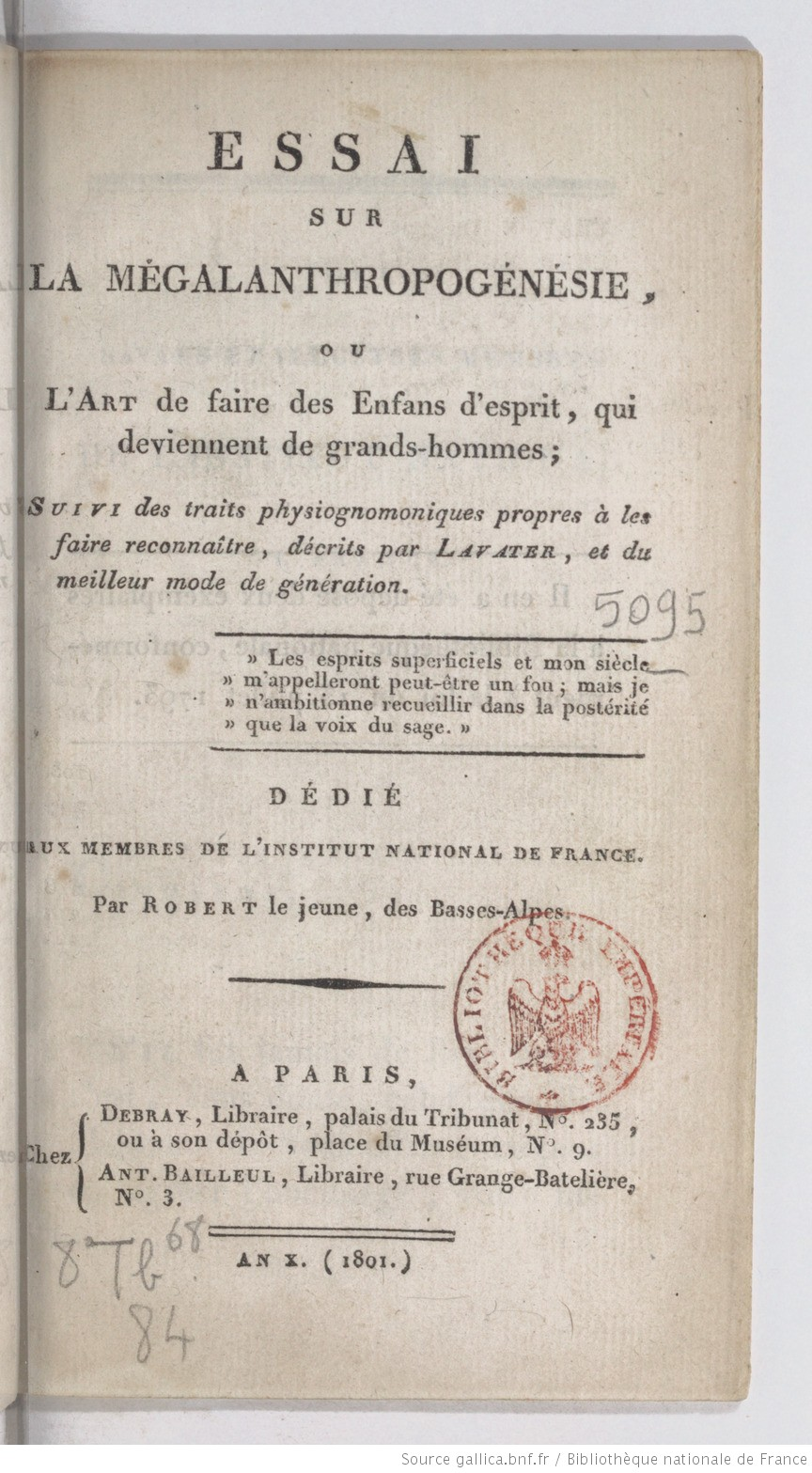
مقالة عن التطور البشري الضخم بقلم لويس جوزيف ماري روبرت، 1801.
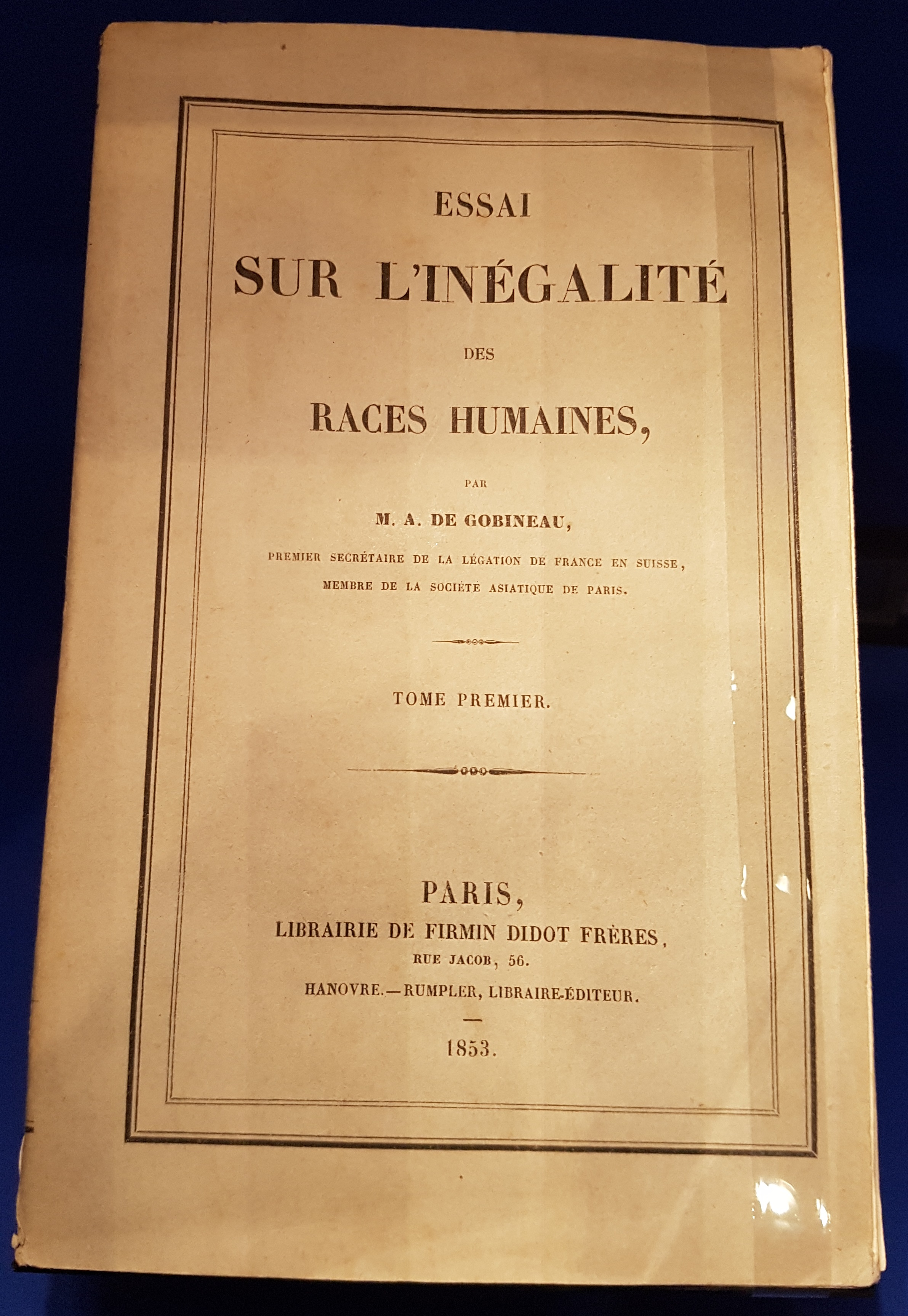
مقالة عن عدم المساواة بين الأجناس البشرية بقلم آرثر دي جوبينو، 1853–1855.
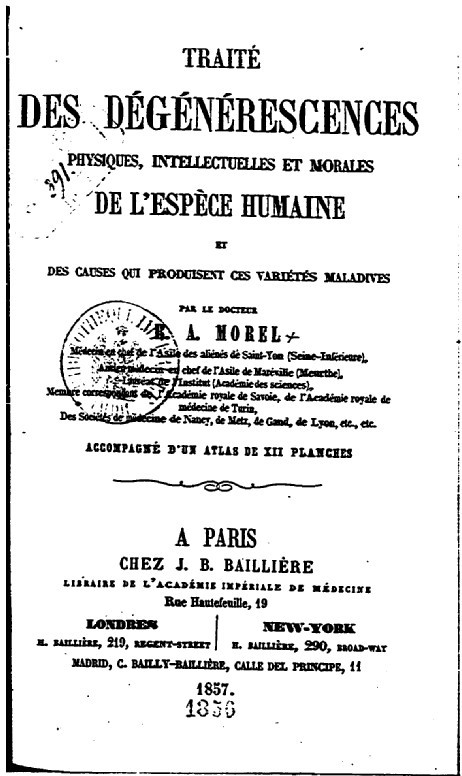
سمة التطور التي كتبها بنديكت موريل، 1857.

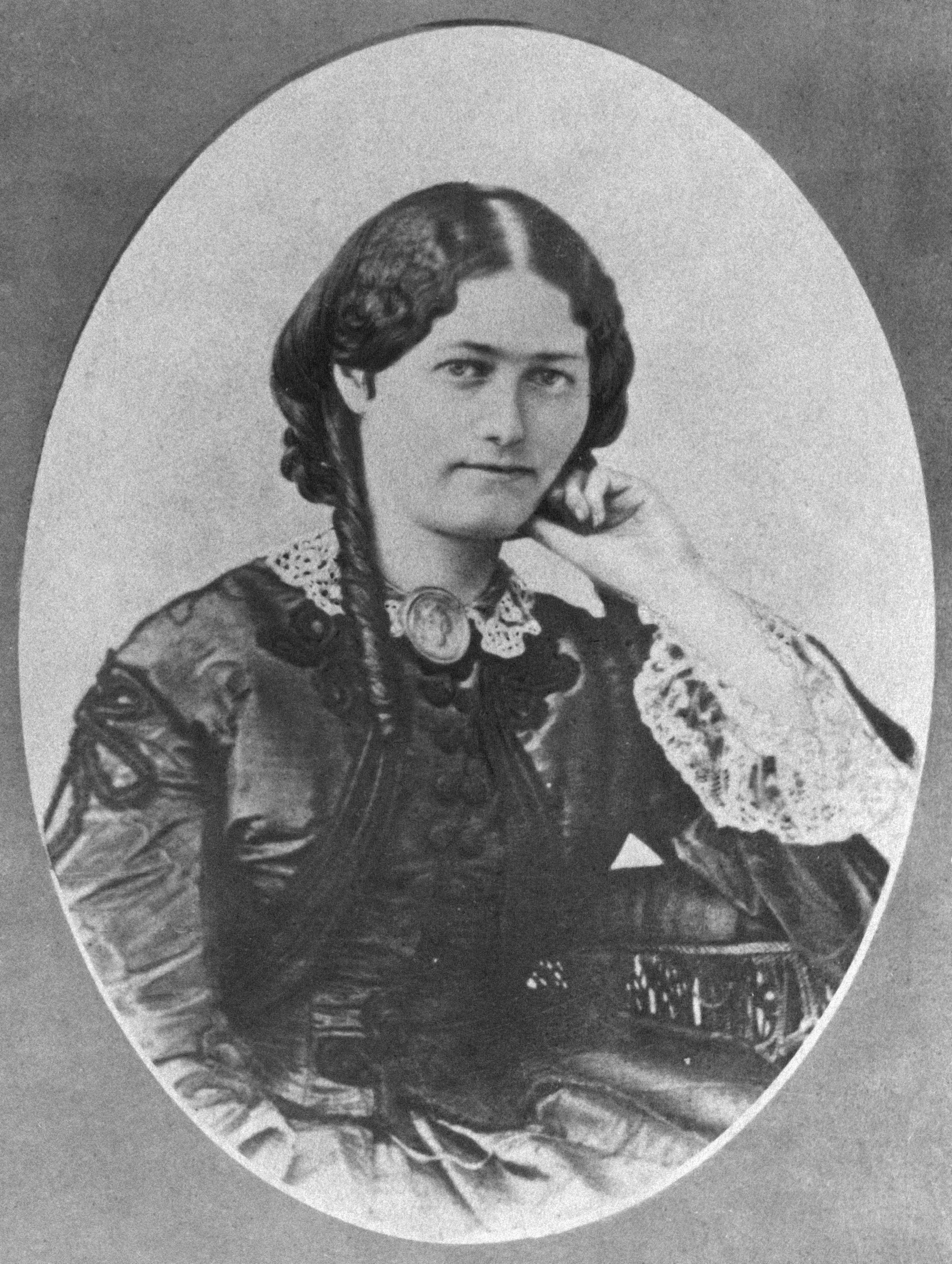
تعتبر كليمنس روير، التي تم تصويرها هنا في عام 1865 في سن 35 عامًا بواسطة نادر، بعد ثلاث سنوات من مقدمتها لعمل تشارلز داروين، مؤلفة أحد أول نصوص تحسين النسل المنشورة في فرنسا.

### الجمعية الفرنسية لعلم تحسين النسل

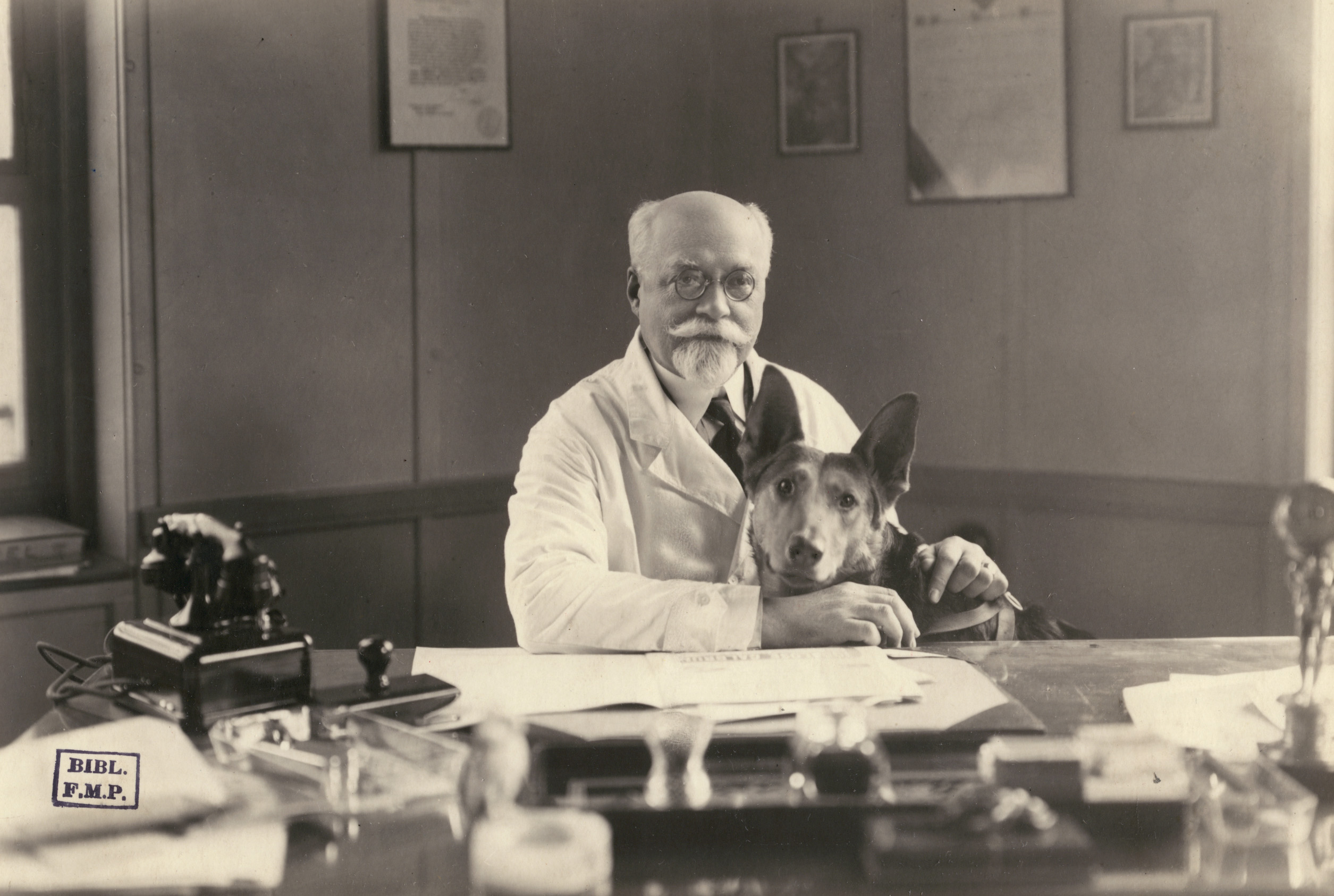
جوستين سيكارد دي بلاوزولس، أحد أعضاء الجمعية الفرنسية لعلم تحسين النسل.

### تحسين النسل بعد الحرب العالمية الثانية

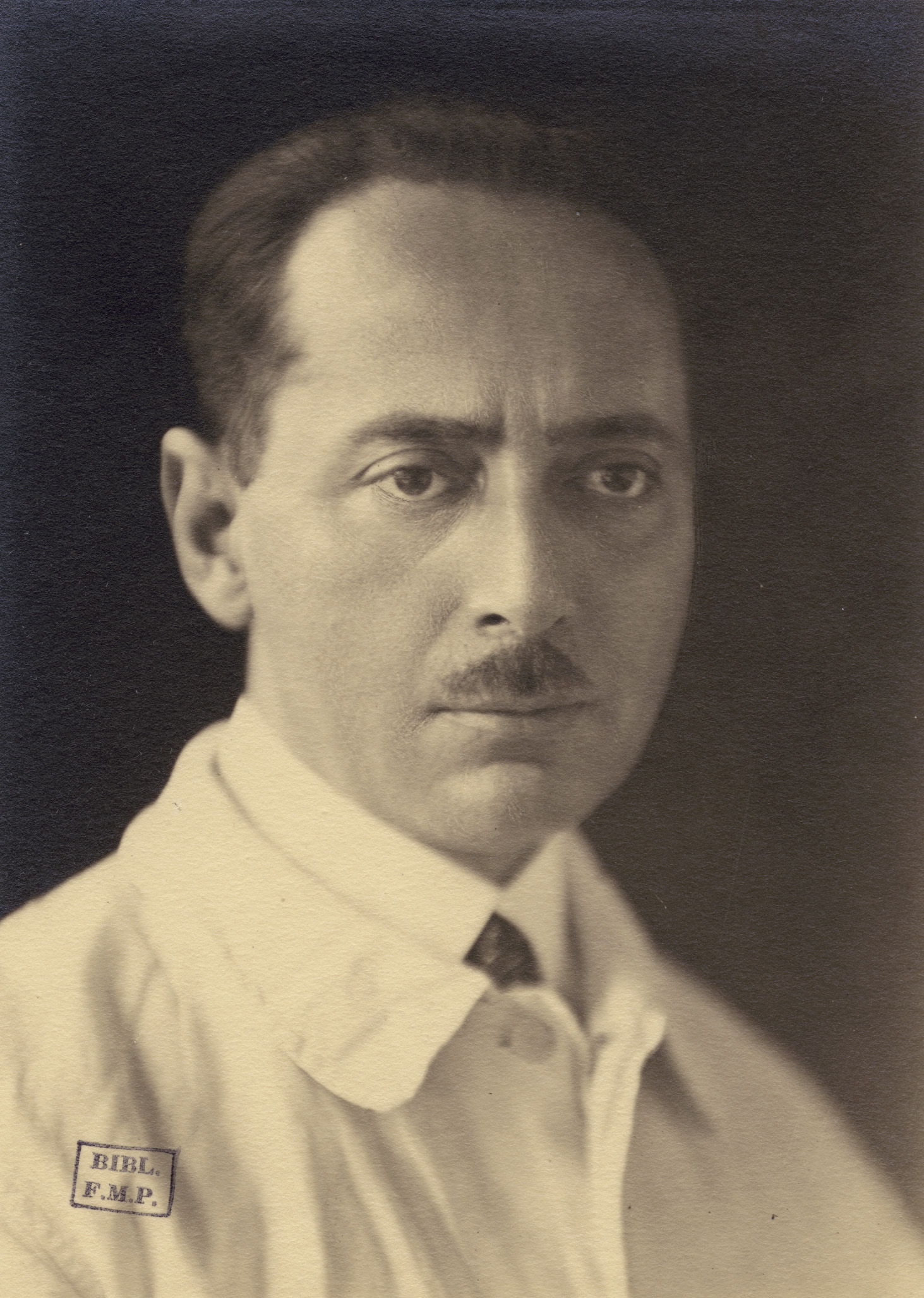
عالم الوراثة ريموند توربين، عضو فعال في الجمعية الفرنسية لعلم تحسين النسل.

### تأثير الكاثوليكية

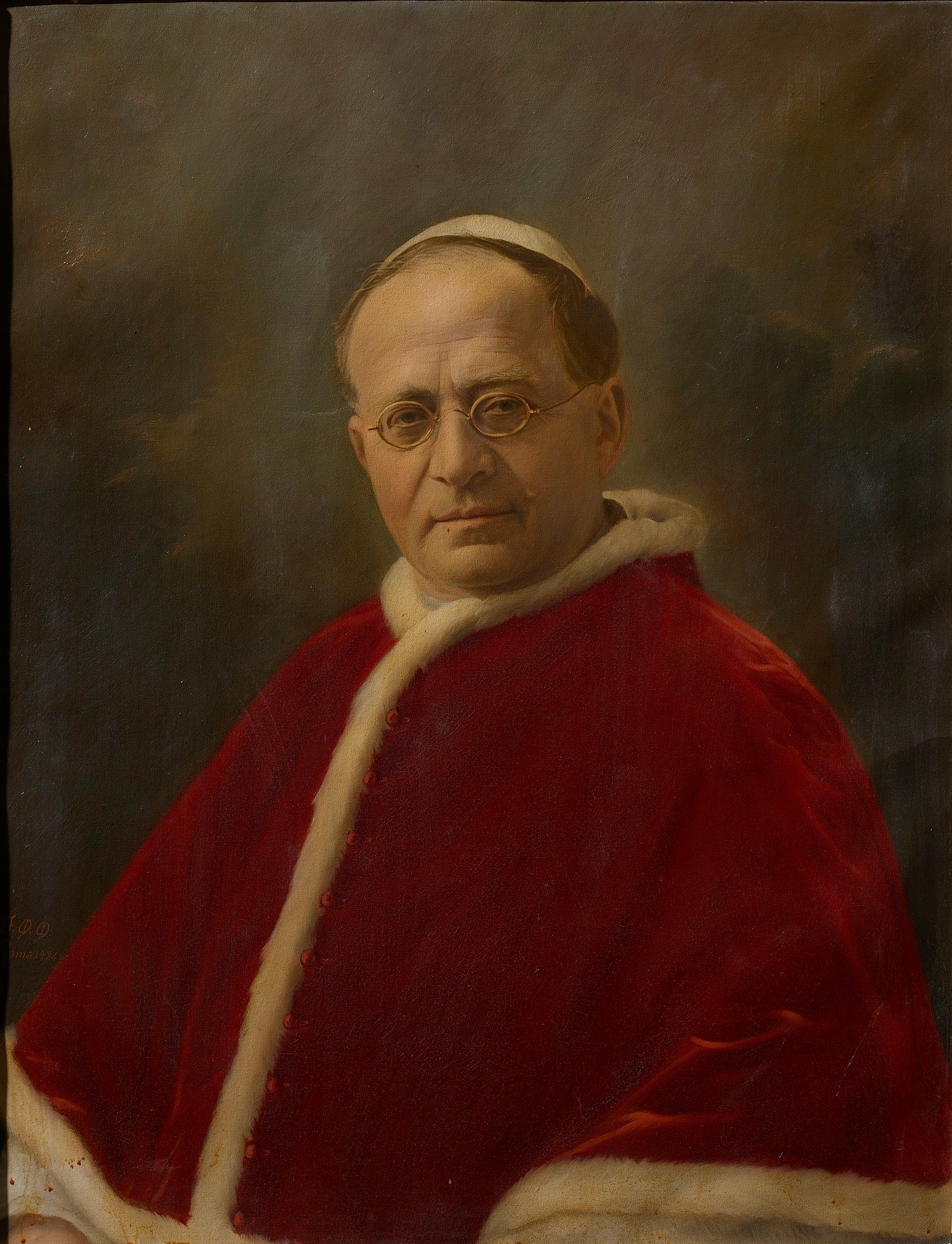
أدان البابا بيوس الحادي عشر تحسين النسل في كتابه '، في عام 1930.